# 지상화

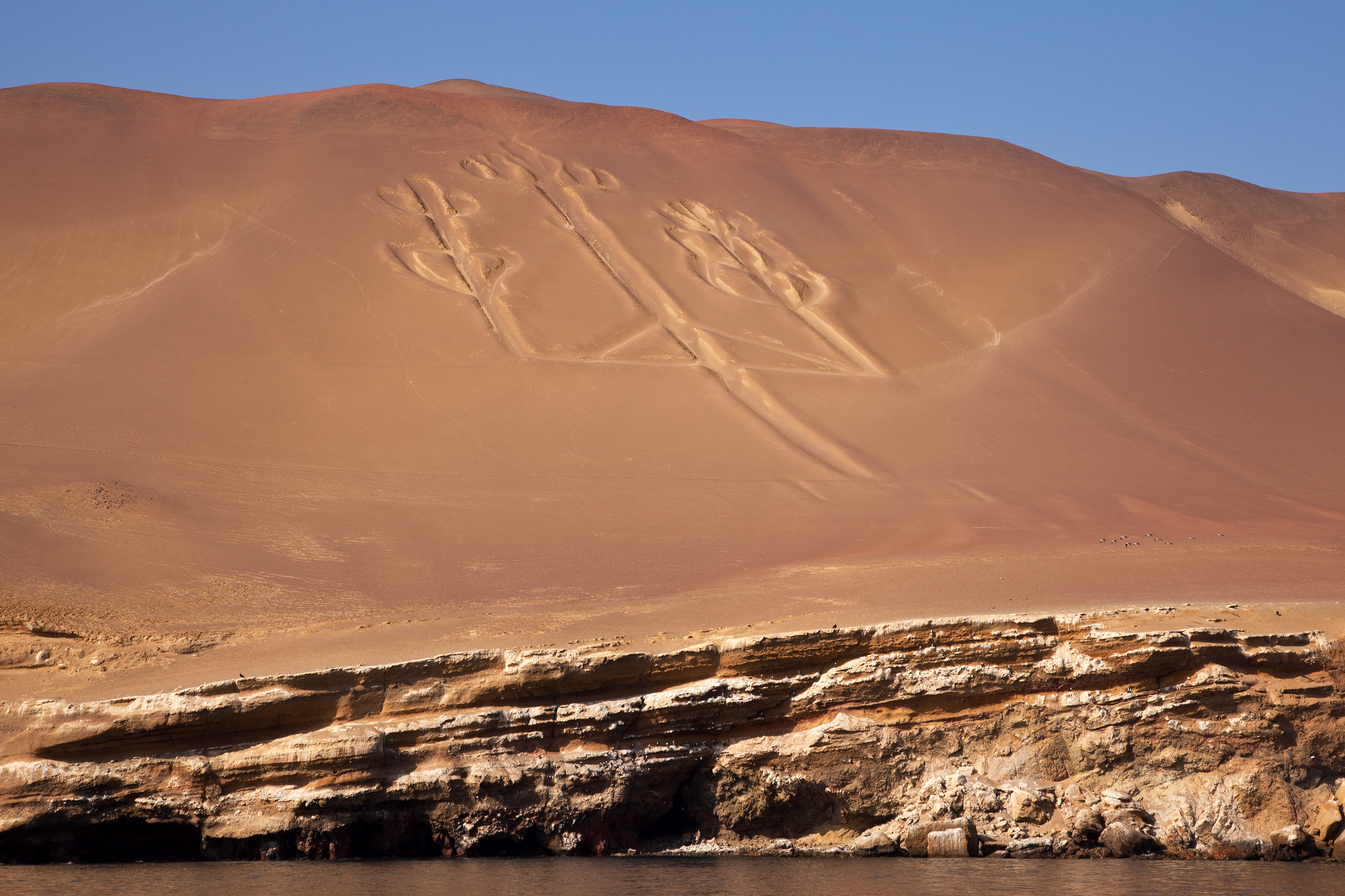
페루의 파라카스 칸델라브라

지상화(地上畵) 또는 지오글리프(geoglyph)는 대지에 사람의 손으로 만들어진 모양을 의미한다. 토양의 표층을 깎아 그림자를 만들어내는 수법으로 작성된 것, 돌 등을 모아 쌓아서 만들어진 것 등이 있다. 라틴 아메리카의 페루에 많은 지상화가 있다. 대표적인 예로 기원전 200년부터 기원전 650년까지 만들어진 나스카 지상화를 들 수 있다. 1970년대에 발견된 브라질의 아크레의 지상화는 410개 장소에 306개 종류의 도상이 의식적이고 상징적 목적의 사회 공간이었다는 가설이 유력하다. 적어도 2000년 전에 만들어진 것으로 간주되는 시리아 및 사우디아라비아의 Desert kites (Works of the Old Men)도 지상화의 일종이라고 볼 수 있다.

## 같이 보기
- 암각화